# 鍾英 (萬曆進士)
钟英（1571年—？），字太和，號念嚴，河南彰德府安阳县人，校籍，是一名明朝政治人物。

## 生平
万历十三年（1585年）乙酉科河南乡试举人，三十五年（1607年）丁未科進士，吏部觀政，初授山东东阿县知县，丁憂，三十八年補南宫县，三十九年再丁憂，四十二年補宝坻县，四十四年考察。

## 家族
曾祖鍾祥。祖父鍾政。父鍾禄。母孫氏。慈侍下。